# Codonanthopsis
Codonanthopsis es un género con seis especies de plantas herbáceas perteneciente a la familia Gesneriaceae. Es originario de América.

## Descripción
Son hierbas epífitas leñozas o subarbustos, con tallo colíndrico. Las hojas son caducas como las estípulas y poco pecioladas, carnosas o láminas papiráceas, oblanceoladas, acuminadas. Las inflorescencias en cimas pocas flores, poco fasciculadas. Flores pequeñas, pedicelos delgados . Sépalos ± libre a la base, la desigualdad, los lóbulos ventrales más largos que los dorsales. El fruto es una cápsula carnosa dehiscente. El número de cromosomas : 2n = 18.

## Distribución y hábitat
Se distribuyen a lo largo de los sistemas fluviales de la Amazonía desde Perú a Brasil, donde crece en las tierras bajas y con hábitos epifitas en los bosques de montaña, a veces, están asociados con las hormigas. 

## Taxonomía
El género fue descrito por George Bentham  y publicado en Linneana 26: 209. 1854. La especie tipo es: Codonanthe gracilis (Mart.) Hanst.  
Etimología
El nombre del género está compuesto por el nombre genérico Codonanthe y el sufijo griego όψις , -opsis = "parecido", por la similitud y la relación estrecha entre ambos géneros.

## Especies
- Codonanthopsis aggregata
- Codonanthopsis dissimulata
- Codonanthopsis huebneri
- Codonanthopsis mansfeldiana
- Codonanthopsis peruviana
- Codonanthopsis ulei